# Nguru, Nigeria
Nguru este un oraș din statul Yobe, Nigeria. Are 916 km².